# Карпинюк, Себастьян
Себастьян Марек Карпинюк (пол. Sebastian Marek Karpiniuk; 4 декабря 1972 года, Колобжег, Польша — 10 апреля 2010 года, около аэродрома Смоленск-Северный, Смоленск, Россия) — польский политический деятель, депутат Сейма V и VI созывов. Погиб в авиакатастрофе польского президентского самолёта ТУ-154, разбившегося под Смоленском.

## Биография
Родился 4 декабря 1972 года в Колобжеге.
Окончил факультет администрации и права Гданьского университета. В 1990-х годах был участником Либерально-демократического конгресса, впоследствии объединившегося с партией «Демократическая уния» в «Унию Свободы». С 2001 года являлся членом партии «Гражданская платформа».
Выдвигался на парламентских выборах 2001 года в Сейм по спискам «Гражданской платформы», но неудачно. На парламентских выборах 2005 года был избран депутатом Сейма Республики Польша 5 созыва от Кошалинского избирательного округа № 40. На досрочных парламентских выборах 2007 года был избран депутатом Сейма 6 созыва.
10 апреля 2010 года в составе польской делегации, возглавляемой Президентом Польши Лехом Качиньским, направился в Россию с частным визитом на траурные мероприятия по случаю 70-й годовщины Катынского расстрела. При посадке на аэродром Смоленск-Северный самолёт разбился. В авиакатастрофе не выжил никто.
21 апреля 2010 года был похоронен на кладбище в родном городе.

## Память
16 апреля 2010 года был посмертно награждён Орденом Возрождения Польши.
28 апреля 2010 года решением городского совета Колобжега имя Себастьяна Карпинюка было присвоено городскому футбольному стадиону.